# Methles
Methles es un género de coleópteros adéfagos de la familia Dytiscidae. 
Tiene las siguientes especies:

## Especies
- Methles caucasicus	Riha 1974
- Methles cribratellus	Guignot 1956
- Methles freyi	Guignot 1953
- Methles indicus
- Methles punctipennis	Sharp
- Methles rectus
- Methles spinosus	Sharp
- Methles sternalis
- Methles umbrosus	Gschwendtner 1930